# William M. Rountree

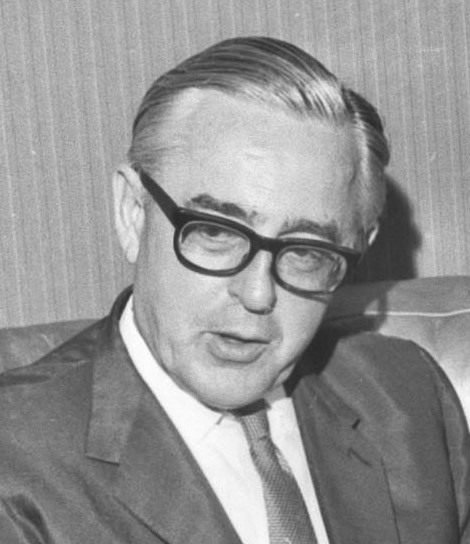
William M. Rountree (1971)

William Manning Rountree, Jr. (* 28. März 1917 in Swainsboro, Georgia; † 3. November 1995 in Gainesville, Florida) war ein US-amerikanischer Diplomat, der unter anderem als Assistant Secretary of State for Near Eastern, South Asian, and African Affairs Leiter der Unterabteilung Naher Osten, Südasien und Afrika beziehungsweise von 1958 bis 1959 als Assistant Secretary of State for Near Eastern and South Asian Affairs Leiter der Unterabteilung Naher Osten und Südasien im US-Außenministerium war. Er war zudem von 1959 bis 1962 Botschafter der Vereinigten Staaten in Pakistan sowie zwischen 1970 und 1973 Botschafter in Brasilien.

## Leben

### Studium, Regierungsmitarbeiter und Beginn der diplomatischen Laufbahn
William Manning Rountree, Jr., jüngstes von sieben Kindern von William M. Rountree, Sr. und dessen Ehefrau Clyde Brannan Rountree, wurde nach dem Tode seines Vaters 1918 bereits im Alter von einem Jahr Halbwaise. Nach Ende des Schulbesuches trat er 1935 als Büroangestellter in das US-Finanzministerium (US Treasury Department) ein und war dort bis 1941 in der Abteilung für Wirtschaftsprüfung tätig. Daneben absolvierte er ein Studium der Rechtswissenschaften an der Columbus University in Washington, D.C. und schloss dieses 1941 mit einem Bachelor of Laws (LL.B.) ab. Danach war er zwischen 1941 und 1942 als Haushaltsassistent in der Verwaltung für das Leih- und Pachtgesetz (Office of Lend-Lease Administration) tätig. Im Anschluss fungierte er zwischen 1942 und 1946 in Kairo als Assistent des Zivilen Beauftragten der USA für das Versorgungszentrum im Mittleren Osten sowie 1946 kurzzeitig als Mitarbeiter der Anglo-Amerikanischen Untersuchungskommission für Palästina.
Danach trat Rountree 1946 in den diplomatischen Dienst des US-Außenministeriums und war zunächst zwischen 1946 und 1947 im Referat für den Nahen Osten und Afrika sowie von 1947 bis 1948 als Sonderassistent für Wirtschaftsangelegenheiten tätig. Anschließend fungierte er zwischen 1948 und 1949 als Sonderassistent des Botschafters in Griechenland, Henry F. Grady. Nach seiner Rückkehr war er im Außenministerium zwischen 1949 und 1950 zuerst stellvertretender Referatsleiter sowie daraufhin von 1950 bis 1952 Leiter des Referats für Griechenland, Türkei und den Iran (Director, Office of Greek, Turkish, and Iranian Affairs). Nachdem er zwischen 1952 und 1953 Ständiger Vertreter des Botschafters in der Türkei war, fand er von 1953 bis 1955 Verwendung als Botschaftsrat an der Botschaft im Iran.

### Assistant Secretary of State und Konflikte im Nahen Osten

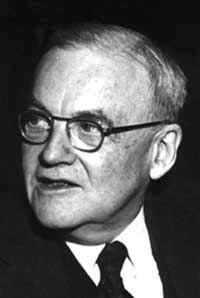
Als Assistant Secretary of State for Near Eastern, South Asian, and African Affairs war Rountree zwischen 1956 und 1959 ein enger Berater von Außenminister John Foster Dulles während der Konflikte im Nahen Osten.

Nachdem William M. Rountree in die USA zurückgekehrt war, wurde er zuerst Deputy Assistant Secretary of State sowie am 26. Juli 1956 als Assistant Secretary of State for Near Eastern, South Asian, and African Affairs Leiter der Unterabteilung Naher Osten, Südasien und Afrika und trat diese Funktion als Nachfolger von George V. Allen am 30. August 1956 an. Nachdem am 20. August 1958 eine eigenständige Unterabteilung Afrika (Bureau of African Affairs) geschaffen wurde, war er bis zum 6. Juli 1959 als Assistant Secretary of State for Near Eastern and South Asian Affairs Leiter der Unterabteilung Naher Osten und Südasien. Allerdings blieb seine Unterabteilung weiterhin für die diplomatischen Beziehungen zu den Staaten Nordafrikas verantwortlich. Sein Nachfolger als Assistant Secretary of State for Near Eastern and South Asian Affairs wurde am 10. Juli 1959 G. Lewis Jones.
Während seiner Jahre als Assistant Secretary of State for Near Eastern, South Asian, and African Affairs wurde er weithin als enger und geschätzter Berater von Außenminister John Foster Dulles angesehen und leitete die Unterabteilung in einer besonders volatilen Zeit des Nahen Ostens. Der Suezkrieg, in dem Israel, Großbritannien und Frankreich gegen Ägypten antraten, fand 1956 statt. Die Vereinigten Staaten führten einen „delikaten diplomatischen Tanz“ auf, der alliierte Aktionen verurteilte und mögliche sowjetische Aktionen in der Region einschränkte. 1958 brach im Libanon Gewalt aus, der teilweise von US-Streitkräften besetzt war, um die bürgerliche Ordnung wiederherzustellen. Das Jahr beinhaltete auch einen blutigen Staatsstreich, der eine proamerikanische Regierung im Irak stürzte. Auch in Jordanien kam es zu Kämpfen, und in Syrien wurden die Regierungen immer unberechenbarer. Die Rolle und die Ziele des Präsidenten von Ägypten Gamal Abdel Nasser und der Sowjetunion waren ebenfalls Gegenstand intensiver Debatten.

### Botschafter in Pakistan, Sudan, Südafrika und Brasilien
Am 18. Juni 1959 wurde Rountree zum Botschafter der Vereinigten Staaten in Pakistan ernannt und übergab dort am 17. August 1959 als Nachfolger von James M. Langley seine Akkreditierung. Er verblieb auf diesem Posten bis zum 7. Februar 1962, woraufhin Walter P. McConaughy seine Nachfolge antrat. 1962 wurde ihm der Titel Career Minister verliehen, der zweithöchste Rang des diplomatischen Dienstes. Er wurde am 3. Juli 1962 zum Botschafter im Sudan nominiert und überreichte als Nachfolger von James S. Moose, Jr. am 2. August 1962 sein Beglaubigungsschreiben. Er bekleidete dieses Amt bis zum 17. September 1965 und wurde danach von William H. Weathersby abgelöst.
Rountree wurde am 20. Oktober 1965 zum Botschafter in Südafrika ernannt, wo er am 8. Januar 1966 als Nachfolger von Joseph C. Satterthwaite seine Akkreditierung übergab. Diese Funktion hatte er bis zum 5. Juni 1970 inne und wurde danach von John Hurd abgelöst. Zuletzt wurde er am 6. Oktober 1970 zum Botschafter in Brasilien berufen und überreichte am 16. November 1970 sein Beglaubigungsschreiben als Nachfolger von Charles Burke Elbrick. Er verblieb auf diesem Posten bis zum 30. Mai 1973, woraufhin John Hugh Crimmins seine Nachfolge antrat. Für seine Verdienste erhielt den Superior Service Award des Außenministeriums sowie den National Civil Service League Career Service Award.
Aus seiner Ehe mit Suzanne McDowall ging die Tochter Susan Hanes hervor. Nach seinem Tode durch eine Krebserkrankung im Shands Hospital in Gainesville am 3. November 1995 wurde er auf dem Rock Creek Cemetery in Washington, D.C. bestattet.